# Hoffeld (Eifel)

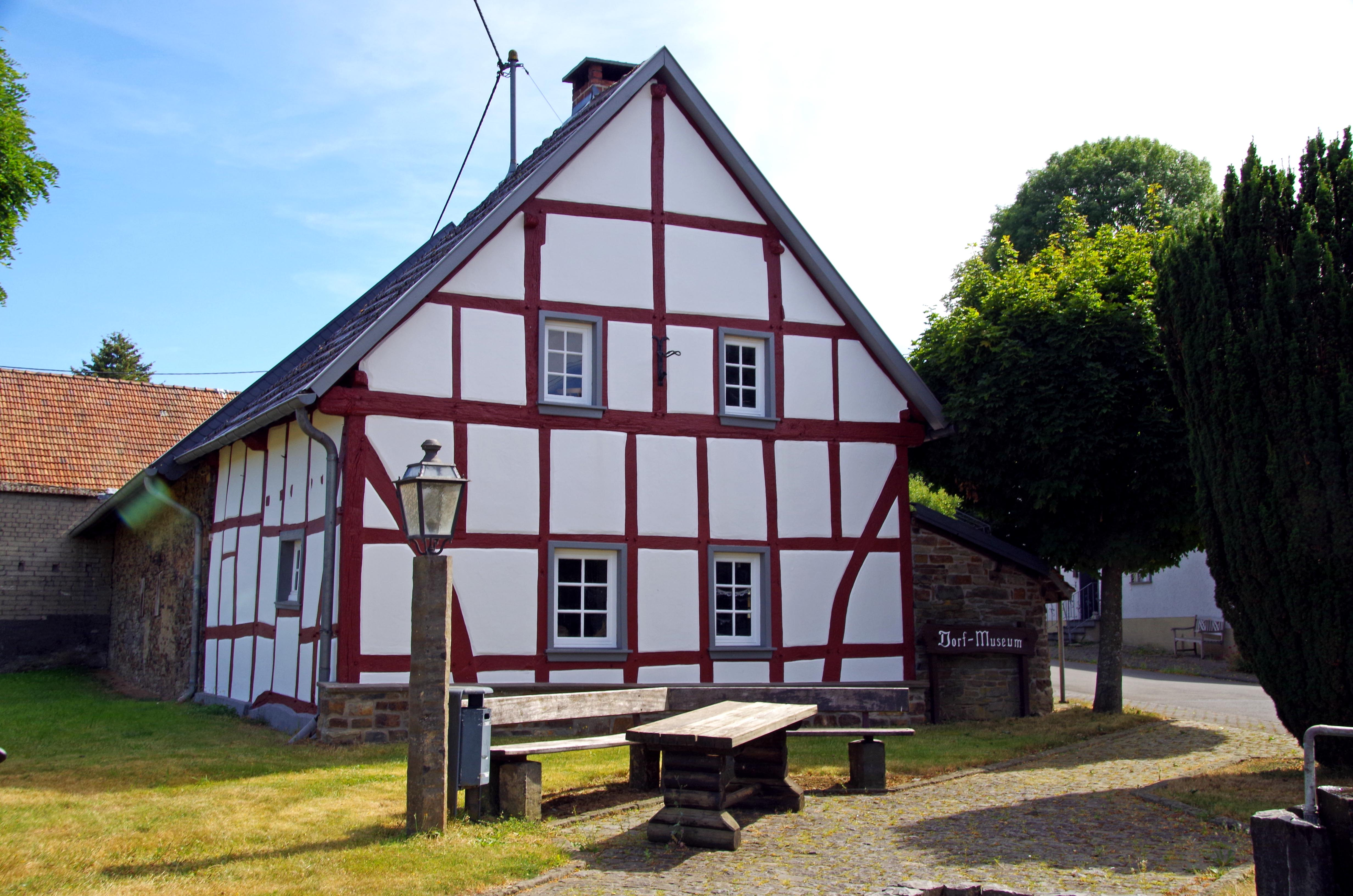
Dorfmuseum Hoffeld

Hoffeld ist eine Ortsgemeinde im Landkreis Ahrweiler in Rheinland-Pfalz. Sie gehört der  Verbandsgemeinde Adenau an.

## Geographie
Hoffeld liegt im Zentrum der Eifel sowie innerhalb des Landschaftsschutzgebiets „Rhein-Ahr-Eifel“ am östlichen Fuße des Burgkopfs (500 m ü. NHN) mit seinem Bergsee. Zu Hoffeld gehört der Wohnplatz Waldhof. Die Ortsgemeinde grenzt im Westen an Nordrhein-Westfalen. Nachbargemeinden sind Müsch im Norden, Wirft im Osten, Trierscheid im Süden sowie Dorsel und Blankenheim (Ortsteil Ahrdorf) im Westen.

## Geschichte
Die erste urkundliche Erwähnung erfolgte im Jahre 975. Aus den Akten von Barweiler und Kirmutscheid des Diözesanarchivs Trier geht hervor, dass 975 der Trierer Archidiakon Wicfried der Abtei St. Maximin in Trier eine Hufe Land in „Huffelt“ übergab. Es handelt sich dabei um einen sogenannten Prekarievertrag, ein seit dem 6. Jahrhundert ausgebildetes kirchliches Recht der Landleihe an Geistliche zu deren Lebensunterhalt.
Bis vor ein paar Jahrzehnten gab es in Hoffeld größere Basaltvorkommen, die abgebaut wurden. Verbaut wurde der hochwertige Säulenbasalt unter anderem beim Bau des Hindenburgdamms zwischen dem schleswig-holsteinischen Festland und der Insel Sylt. 1981 wurde der Basaltabbau eingestellt. Aus der früheren Basaltgrube ist ein See entstanden, der vom Anglerverein Hoffeld gepachtet wird.
Bevölkerungsentwicklung
Die Entwicklung der Einwohnerzahl von Hoffeld, die Werte von 1871 bis 1987 beruhen auf Volkszählungen:
| Jahr | Einwohner |
| ---- | --------- |
| 1815 | 209       |
| 1835 | 230       |
| 1871 | 194       |
| 1905 | 221       |
| 1939 | 289       |
| 1950 | 297       |
| 1961 | 320       |

| Jahr | Einwohner |
| ---- | --------- |
| 1970 | 344       |
| 1987 | 322       |
| 1997 | 360       |
| 2005 | 333       |
| 2011 | 298       |
| 2017 | 281       |
| 2024 | 307       |

## Politik

### Gemeinderat
Der Gemeinderat in Hoffeld besteht aus acht Ratsmitgliedern, die bei der Kommunalwahl am 9. Juni 2024 in einer Mehrheitswahl gewählt wurden, und der ehrenamtlichen Ortsbürgermeisterin als Vorsitzender.

### Bürgermeister
Anna Sesterheim wurde am 4. Juli 2024 Ortsbürgermeisterin von Hoffeld. Da für die Direktwahl am 9. Juni 2024 kein Wahlvorschlag eingereicht wurde, oblag die Neuwahl des Bürgermeisters gemäß rheinland-pfälzischer Gemeindeordnung dem Rat der Gemeinde, der sich auf seiner konstituierenden Sitzung für Sesterheim entschied.
Sesterheims Vorgänger Marco Jax hatte das Amt 15 Jahre ausgeübt und war zur Wahl 2024 nicht erneut angetreten.

## Sehenswürdigkeiten

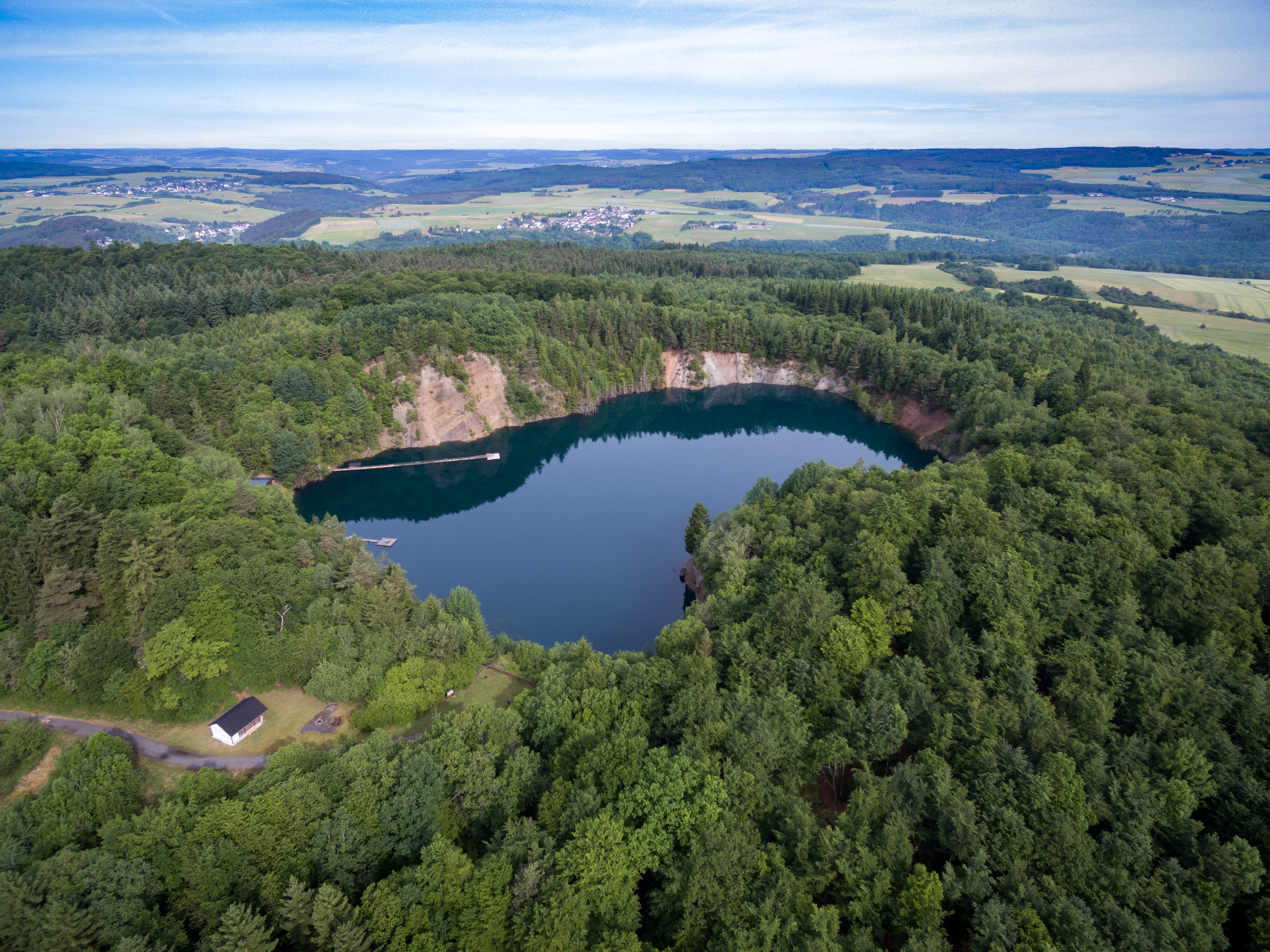
Der Hoffelder See auf dem Vulkan Burgkopf

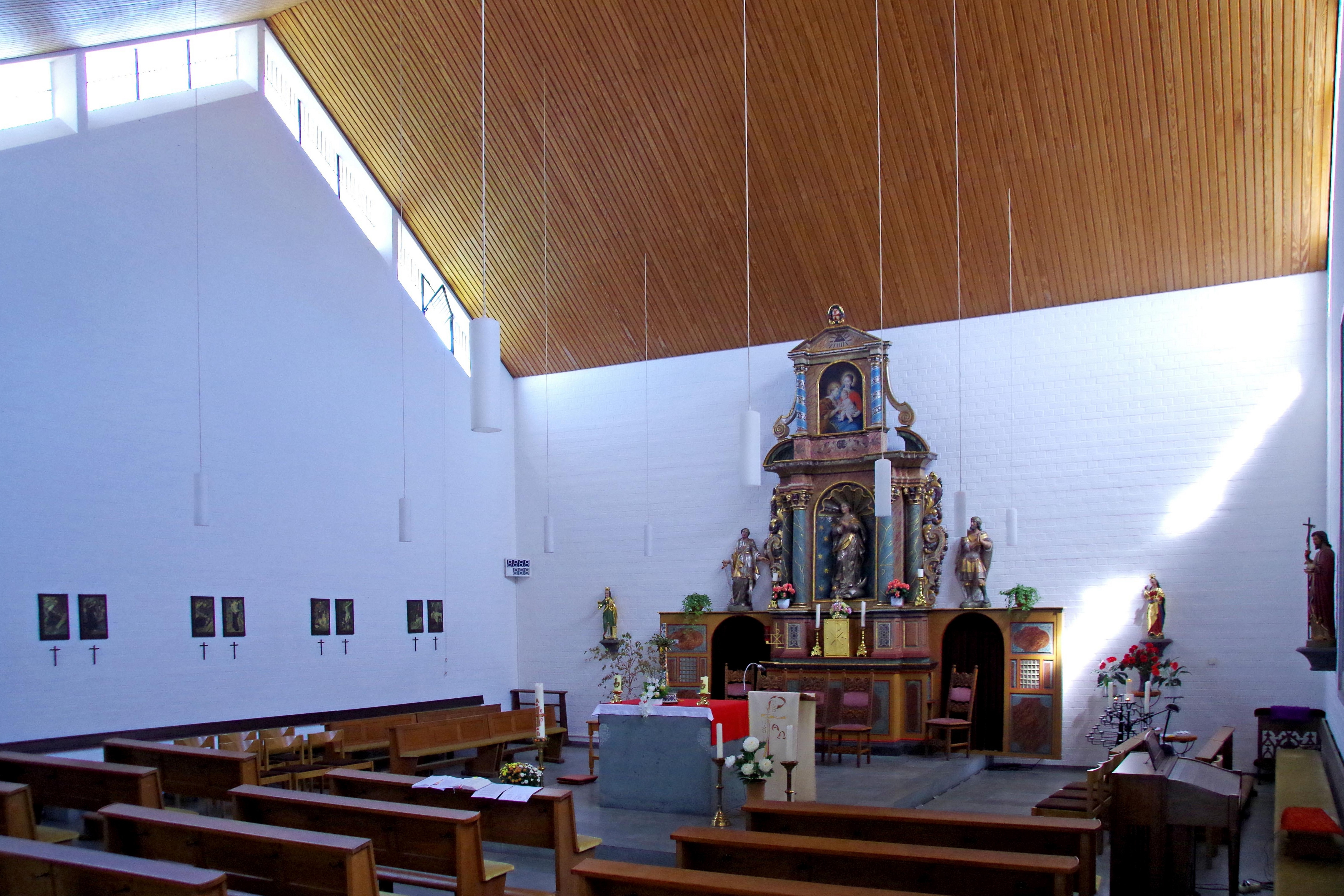
St. Donatus, Innenraum

Dorfmuseum
Im Dorfzentrum stehen viele gut erhaltene Fachwerkhäuser. Das Dorfmuseum ist in einem von diesen Häusern untergebracht. Bevor die Ortsgemeinde das Haus Mitte der 1980er-Jahre kaufte, wohnte dort lange eine zehnköpfige Familie. Die Ausstellung soll präsentieren, wie die Menschen früher auf engstem Raum lebten. Vor dem Museum befindet sich ein Brunnen der mit Säulen aus Hoffelder Basalt gebaut wurde.
Feye Haus
Das sogenannte „Feye-Haus“, eines der ältesten noch erhaltenen Bruchsteinhäuser von Hoffeld (laut Backesinschrift erbaut 1712) stand über 30 Jahre leer. Nach Renovierung und Umbau wird das Gebäude heute als Gaststätte genutzt.
Hoffelder See
In dem ehemaligen Basaltsteinbruch auf dem Burgkopf oberhalb des Dorfes liegt ein kleiner See mit klarem Wasser, der für die Öffentlichkeit nicht zugänglich ist, von einem Angelverein genutzt wird und rundum abgezäunt ist.
Kapelle
Sie besteht aus einem weiß gestrichenen Ziegelsteinsichtmauerwerk mit Satteldach in Gitterträgerkonstruktion, unter dem ein Lichtband aus Sichtbeton eingebaut ist. Der Spitzturm ragt 10 m hoch über die Giebelspitze, mit aufgesetzter Messingkugel unter einer Kreuzspitze 12,80 m hoch. Dach und Turm sind mit Kunstschiefer eingedeckt.
Der Kapelleninnenraum hat eine Größe von 14,80 × 11,32 m. Die Höhe vom Fußboden bis zur Giebelspitze beträgt 10,80 m. Auf dem Boden ist eine 30 cm hohe, 3,70 m breite und 7 m lange Estrade eingebaut, auf der Hoch- und Zelebrationsaltar stehen. Der Hochaltar stammt aus der alten Kapelle und wurde vor der Wiederaufstellung von Restaurator Walter Dick, Wasenbach, renoviert, wobei auf Sockelaufbau und Türwänden des ehemaligen Sakristeiverschlages alte Malereien freigelegt wurden. Den Altar krönt das Wappen des Johanniterordens Adenau. Der Zelebrationsaltar wurde von Bildhauer Georg Gehring, Adenau, gestaltet. Es ist ein Steinblock aus Anröchter Dolomit in den Maßen 120 × 90 × 100 cm. Die Eckausarbeitungen zeigen ein Weinblatt mit Traube. An den beiden Längsseiten sind Wandbänke auf Steinwangen eingebaut. Die übrigen Sitzbänke stammen aus der alten Kapelle.
Man gelangt an der Süd- und Nordseite durch Windfänge in die Kapelle hinein. Zwischen den beiden Windfangeingängen liegen Sakristei und Toilette. Bei der Gestaltung der Eingangstür zur Sakristei wurden Natursteintürrahmen in Bogenform und die alte mit Nägeln beschlagene Holztür der alten Kapelle verwendet. Der Fußboden von Innenraum und Sakristei sind aus Anröchter Dolomit.
Siehe auch Liste der Kulturdenkmäler in Hoffeld (Eifel)